# Universidade de Adis Abeba
A Universidade de Adis Abeba (amárico:  አዲስ አበባ ዩኒቨርሲቲ) é a maior e mais antiga universidade da Etiópia, localizada na capital Adis Abeba. Fundada em 1950 pelo então imperador Haile Selassie.

## Organização
A Universidade de Adis Abeba tem quinze campi. Treze destes estão situados em Addis Abeba, e um está localizado em Bishoftu, cerca de 45 quilômetros de distância. Ela também mantém filiais em muitas cidades em toda a Etiópia. O governo atribui estudantes qualificados a estas universidades após a conclusão do ensino secundário.
Instituições associadas incluem o Instituto de Estudos Etíope, fundado por Richard Pankhurst.
- Faculdade de Ciências Naturais e Computacionais
- Faculdade de Educação e Estudos Comportamentais
- Faculdade de Ciências Sociais
- Faculdade de Humanidades, Estudos de Línguas, Jornalismo e Comunicação
- Faculdade de Estudos de Desenvolvimento
- Faculdade de Negócios e Economia
- Faculdade de Direito e Estudos de Governança
- Faculdade Skunder Boghossian de Performance e Artes Visuais
- Faculdade de Medicina Veterinária e Agricultura
- Faculdade de Ciências da Saúde
- Instituto de Tecnologia de Adis Abeba